# Karl Hägg
Karl Hägg, född 1902, död 1992, var en gotländsk spelman bosatt i Vänge socken. Karl Hägg lärde sig spela fiol av sin farfar Carl Hägg och spelmannen Olof Leonard Lawergren från Hablingbo, och lärde sig folkmusiklåtar av dessa. Under 1920-talet spelade Karl Hägg i Dahlströmska orkestern, en lokal amatörorkester som senare utgjorde grunden när Gotlands spelmansförbund bildades. I spelmansförbundet var Karl Hägg sekreterare mellan åren 1941 och 1949 och ordförande mellan 1949 och 1957. Han var också en av medlemmarna i folkmusikgruppen Bäckstädetrion. 
Karl Hägg vann de spelmanstävlingar som hölls i samband med midsommarfirandet på Lojsta slott under 1920- och 30-talen fyra gånger. De år han inte vann satt han i juryn. 1946 tilldelades han Zornmärket i silver och titeln riksspelman vid riksspelmansstämman i Stockholm.
Karl Hägg komponerade även egen musik i folklig stil. Polskan Östersjövågor och valsen Spelmansglädje finns publicerade i folkmusikutgåvan Gutalåtar utgiven av Svante Pettersson. 
Hos Landsarkivet i Visby finns ett personarkiv efter Karl Hägg. Det innehåller bland annat en opublicerad självbiografi. Svenskt visarkiv har gjort ett flertal inspelade intervjuer med Karl Hägg.

## Diskografi
- Gotlandstoner - unika inspelningar gjorda 1907-1957 (med Bäckstädetrion). Visby: Schilling records, 1991.[8]
- Land du välsignade - Musik från industrialismens genombrott (med Axel Johansson). Stockholm: Caprice records (RIKS LPF2), 1973.